# Forney
Forney város az USA Texas államában, Kaufman megyében. Lakosainak száma 23 455 fő (2020. április 1.).

## Népesség
A település népességének változása:
| Lakosok száma | 5588 | 14 661 | 23 455 |
|               | 2000 | 2010   | 2020   |